# Colin Arthur
Colin Hart Arthur (Gran Bretaña, 1943) es un cineasta británico especialista en efectos especiales. Fue discípulo del maquillador Stuart Freeborn y uno de sus grandes maestros y compañero fue Ray Harryhaussen.

## Biografía
En 1960 empezó a estudiar escultura en la Guildford School of Art y después en la City and Guilds de Londres. En 1967, mientras trabajaba en el museo de cera Madame Tussauds en Londres fue invitado por Stanley Kubrick para elaborar las máscaras de los simios en 2001: una odisea del espacio. Durante la década de 1970 trabajó con Ray Harryhausen y colaboró en las películas, El valle de Gwangi,Casino Royale, La batalla de Inglaterra, La hija de Ryan, El viaje fantástico de Simbad, Al servicio secreto de su Majestad, The Music Lovers, Simbad y el ojo del tigre, Zardoz y Barry Lyndon. En 1984 se convirtió en popular por su caracterización de los personajes de La historia interminable (1984) de Wolfgang Petersen. En 1990 estableció su taller en España y obtuvo el Goya a los mejores efectos especiales por su trabajo en La grieta de Juan Piquer Simón. Desde entonces ha trabajado con Juanma Bajo Ulloa y Alejandro Amenábar y dirige la empresa Dream Factory Spain. En 2017 recibió el premio Honorífico del Festival Isla Calavera y en 2022 el Gran Premio Honorífico del Festival de Sitges.

## Filmografía seleccionada[7]
- 2001: una odisea del espacio (1968)
- El valle de Gwangi (1969)
- Las hijas de Drácula (1974)
- Barry Lyndon (1975)[8]
- La cruz de hierro (1977)
- Simbad y el ojo del tigre (1977)
- Amanecer zulú (1979)
- Furia de Titanes (1981)
- Conan el bárbaro (1982)
- La historia interminable (1984)
- La grieta (1990)
- Las edades de Lulú (1990)
- Alas de mariposa (1991)
- La mansión de Cthulhu (1992)
- Abre los ojos (1997)
- Sexy Beast (2000)
- Hable con ella (2002)